# Arktiskt saltgräs
Arktiskt saltgräs (Puccinellia phryganodes) är en gräsart som först beskrevs av Carl Bernhard von Trinius, och fick sitt nu gällande namn av Frank Lamson Scribner och Elmer Drew Merrill. Enligt Catalogue of Life ingår Arktiskt saltgräs i släktet saltgrässläktet och familjen gräs, men enligt Dyntaxa är tillhörigheten istället släktet saltgrässläktet och familjen gräs. Enligt den finländska rödlistan är arten akut hotad i Finland. Arten har ej påträffats i Sverige. Artens livsmiljö är öppna översvämningsstränder med finsediment vid Östersjön. Inga underarter finns listade i Catalogue of Life.